# Gloria (canción de Them)
«Gloria» es una canción del músico norirlandés Van Morrison publicada en el álbum del grupo Them The Angry Young Them en 1964 y como cara B del sencillo "Baby, Please Don't Go". 
La canción se convirtió al poco tiempo de su publicación en un tema básico del garage rock y parte del repertorio de otras bandas de rock. Debido a su estructura en tres acordes, el tema es fácil de aprender con la guitarra. Ha sido, además, versionada por centenares de bandas, hasta el punto de que el humorista Dave Barry bromeó al respecto comentando: "Si lanzas una guitarra escaleras abajo, tocará "Gloria" hasta llegar al final". Por ironías de la vida y posiblemente del gusto musical del momento de su lanzamiento, a pesar de ser tan popular, no llegó a destacar en la lista de popularidad de Billboard Hot 100 en los Estados Unidos.
La popularidad de "Gloria" fue descrita por el crítico musical Bill Janovitz en Allmusic:

"La belleza de la canción original radica en que Van Morrison sólo necesita hablar cantando, con su gruñido a lo Howlin' Wolf, "I watch her come up to my house / She knocks upon my door / And then she comes up to my room / I want to say she makes me feel all right / G-L-O-R-I-A!" (lo cual puede traducirse al español como: "La veo venir a mi casa, / llama a mi puerta, / y luego viene a mi habitación, / quiero decir que ella me hace sentir bien"), para transmitir su pasión adolescente. El significado original del nombre en latín no se pierde con Morrison. Them nunca varía los tres acordes, usando sólo cambios dinámicos para aumentar la tensión".

"Gloria" quedó clasificada en el puesto 69 del libro de Dave Marsh The Heart of Rock & Soul: The 1001 Greatest Singles Ever Made. El autor describió la canción como "una de las pocas canciones de rock actualmente tan lasciva como su reputación". En su libro Rock and Roll: The 100 Best Singles, Paul Williams comentó sobre el sencillo "Baby Please Don't Go"/"Gloria": "Dentro del corazón de la bestia... Aquí hay algo tan bueno, tan puro, que si no hubiera indicios de la existencia del disco, no debería haber algo como el rock and roll... La voz de Van Morrison es un feroz faro en la oscuridad, el faro en el final del mundo. Resulta uno de los más perfectos himnos del rock conocidos para la humanidad".

## Historia
Van Morrison remarcó que compuso "Gloria" mientras tocaba con The Monarchs en Alemania en el verano de 1963, cuando contaba con apenas dieciocho años. Van comenzó a interpretar la canción en el Maritime Hotel cuando volvió a Belfast y se unió a The Gamblers para formar finalmente el grupo Them. Durante los conciertos, Van añadía versos ad líbitum, ocasionalmente alargando la canción hasta los quince o veinte minutos. Tras firmar un contrato con Decca Records, Them se trasladó a Londres, donde fue organizada una sesión de grabación el 5 de julio de 1964 en el Decca Three Studios de West Gampstead. El grupo grabó "Gloria" junto a otras seis canciones.

## Personal
- Van Morrison: voz principal y coros
- Billy Harrison: guitarra principal y coros
- Alan Henderson: bajo
- Pat McAuley: órgano
- Ronnie Millings: batería

Músicos invitados
- Jimmy Page: guitarra rítmica
- Bobby Graham: redoblante y timbales
- Arthur Greenslade: segundo órgano

## Publicaciones

### Grabación original de estudio
- The Angry Young Them (1965)
- The Best of Van Morrison (1990)
- The Story of Them Featuring Van Morrison (1997)
- Van Morrison at the Movies - Soundtrack Hits (2007)
- Still on Top - The Greatest Hits (2007)

### Versión de estudio con John Lee Hooker
- Too Long in Exile (1993)
- The Best of Van Morrison Volume 3 (2007)

### Versiones en directo de Van Morrison
- It's Too Late to Stop Now (1974)
- Van Morrison in Ireland (1981)
- Van Morrison The Concert (1990)
- A Night in San Francisco (1994)
- Live at Austin City Limits Festival (2006)

## Versiones
- The Gants realizaron la primera versión conocida de "Gloria" en el álbum de 1965 Roadrunner.
- La versión de Shadows of Knight alcanzó el puesto 10 en las listas de sencillos de Billboard y el 1 en zonas donde la versión original fue prohibida a causa del verso "She comes to my room" (lo cual puede traducirse al español como: "Ella viene a mi habitación"). Varias emisoras de radio, incluida la WLS de Chicago, rechazaron la canción de Them. The Shadows of Knight reemplazaron el verso por "She comes around here".[6]
- Bon Scott (posteriormente vocalista de AC/DC) cantó el tema en vivo en 1964 (versión que se hizo famosa al difundirse de manera pirata) junto a su banda de ese momento: "The Spektors".[7]
- Los Yaki banda mexicana cuyo cantante era Benny Ibarra padre, lanzó en 1966 la versión de Gloria pero con una traducción distinta a la original (iniciando: Conocí a un gringa, muy linda de verdad) con acordes musicales muy parecidos a la versión de Van Morrison and Them, la cual fue un éxito en México.
- AC/DC versionó la canción frecuentemente durante sus primeros años y usaron el tema como base de "Jailbreak".
- Patti Smith en su álbum de 1975 Horses. La versión está basada en la música de Morrison, si bien la letra fue reescrita por Smith, reteniendo solo los coros y añadiendo alusiones irónicas a los primeros versos. La canción abre con los versos: "Jesus died for somebody's sins / But not mine" (lo cual puede traducirse al español como: "Jesús murió por los pecados de alguien, / pero no por los míos").
- Eddie and the Hot Rods, en su sencillo "96 Tears"/"Get Out of Denver"/"Gloria"/"(I Can't Get No) Satisfaction", publicado en el Reino Unido en 1976.
- Santa Esmeralda para su álbum de 1977 Don't let me be misunderstood.
- The 101ers grabaron "Gloria" para su álbum de 1981 Elgin Avenue Breakdown.
- La versión en directo de The Doors alcanzó el puesto 18 en la lista Hot Mainstream Rock Tracks de Billboard en 1983.
- La banda neozelandesa The Pleazers interpretó una versión de "Gloria" publicada en Kiwi Classics, Vol 2.
- U2 canta un extracto de la canción al final de "Exit" en su álbum Rattle and Hum, publicado en 1988.
- Energy Orchard para su álbum en directo Shinola.
- Shane MacGowan interpretó la canción junto a Van Morrison en la ceremonia de entrega de los premios Bit de 1994.
- Tom Petty interpretó la canción varias veces durante su gira de 2006 y cerró varios de los veinte conciertos ofrecidos en The Fillmore Auditorium de San Francisco en 1997 con "Gloria".
- La versión de "Gloria" de Jimi Hendrix fue incluida en el box set de 2000 The Jimi Hendrix Experience.
- Bill Murray interpretó la canción para abrir el Crossroads Guitar Festival de 2007.
- Entre otros artistas que versionaron "Gloria" figuran The Rolling Stones, Grateful Dead, Rick Springfield, R.E.M., Rickie Lee Jones y 13th Floor Elevators.

## Legado
- En 1999, "Gloria" fue inducida en el Salón de la Fama de los Premios Grammy.[8]
- En 2000, "Gloria" quedó en el puesto 81 de la lista de las 100 mejores canciones de todos los tiempos elaborada por el canal de televisión VH1.[9]
- En 2004, "Gloria" quedó clasificada en el puesto 208 de la lista de las 500 mejores canciones de todos los tiempos, elaborada por la revista musical Rolling Stone.[10]
- "Gloria" fue también incluida en el Salón de la Fama del Rock and Roll de las 500 canciones que conformaron el Rock and Roll tanto en la versión de Patti Smith como en la de Shadows of Knight.[11]
- El rapero Costa hace referencia a Van Morrison en varias de sus canciones, especialmente en el tema dedicado a su padre: "Gloria", del álbum "Morfina" (2010).

## En los medios de comunicación
La grabación de Them fue incluida en un episodio de la serie de televisión Los Soprano, acompañando a la aparición del papel de Annabella Sciorra, Gloria Trillo. "Gloria" fue también incluida muchas veces en la película de 1983 The Outsiders, así como en Return to the Forbidden Planet.

## Listas de éxitos
| Año  | Artista                        | Lista                      | Posición |
| ---- | ------------------------------ | -------------------------- | -------- |
| 1965 | Them                           | Billboard Hot 100          | 93       |
| 1966 | Them                           | Billboard Hot 100          | 71       |
| 1966 | Shadows of Knight              | Billboard Hot 100          | 10       |
| 1993 | Van Morrison & John Lee Hooker | Hot Mainstream Rock Tracks | 36       |